# 相对方位

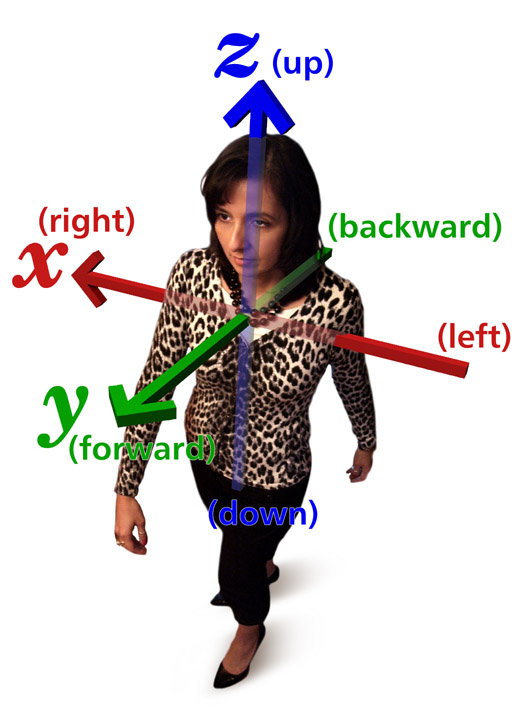
图示使用右手定则笛卡尔坐标系，说明人体坐标的相对方位
x（右-左）
y（前-后）
z（上-下）

前、后、左、右、上、下都是表示相对方向的语汇。它们随某个人的面对方向变化而变化。由於相對方向是由人的視角所決定，因此人们互相之间容易混淆这些方向，例如，當人面向北方時，西方所在的方位是「左」，因此對於不同面向的人而言，「左」所指的位置不盡相同。
雖然是相對方位，但在不同的文化裡，「上、下、左、右」都有不同程度的其它含義（前與後的含義比較明確：前代表眼睛能看到的，所謂「眼前」；後則是其相反方向，「背後」）。在汉语裡，有「上北、下南、左西、右東」的習慣說法。

## 上下
“上”与“下”在「上等」、「下等」的表達方式裡頭，也含有褒貶的意味。而「上級、下級」更加代表從屬關係，如上司和下屬。

## 左右
在政治中，“左”与“右”被赋予了更多意味，例如左派和右派。

### 中國
汉字中的左与右最初出现在何时与何因暂时不能考证。
- 中國古人以北為「背」，因此習慣稱東邊為「左」，比如「江左」即江東地區。左與右有時也指地位的卑與尊，比如成語「無出其右」，就是無人能勝過的意思[1]。被降職或貶官稱為「左遷」。

- 「左右」合起來用有附近之意味。比如「下午三點鐘左右」指大約下午三點，「常在你左右」即常在你身旁，「不為偏見所左右」指想法不會被偏見動搖。

### 臺灣
- 在臺語及潮州話中，「左邊」讀做「倒手爿/倒爿」、「右邊」讀做「正手爿/正爿」，亦反映了東亞地區語言常見的對左右兩側地位的尊卑分別。這也可能是因為多數人慣用手為右手所導致。

## 書寫
- 在漢語裡左和右都從「一」（橫）寫起，但日語裡有一種說法[2]，說書寫「左」時應先寫「一」（橫），而「右」卻先寫「丿」（撇），其理據之一是金文中左與右的寫法不同[3]。

### 英語
英语中的一词相传是来源于古英语一词，这个词语的意义是“虚弱”，普遍认为这是因为大部分人不是左撇子，通常用右手做事情，因而左手相对右手要力量弱一些。同样，这也是英语中用这个带有“正确、公正、权利”意项的词语来表示右手的方向的原因。
大多数人的心脏在人体中轴线的左侧，而肝脏在右边，大脑的左右半球也担负着不同的功能。

## 日常生活

### 鏡子
镜子“被认为可以颠倒左右”。雖然在我們看來，鏡子裏右手的像是在右侧的。但把鏡子裏人的像视作真人的話，他的右手是我們左手的像，所以和真实中我們的右手不再是一个方向。實際上，镜子可以颠倒“前后”。如果有人手持一个每一面分别写有“左、右、上、下、前、后”字样的立方体，並把上面的左右上下前後保持跟自己的一致，不移动身体、立方体和鏡子，可以发现“前后”交换了，而其他方位没有变化（针对照镜子的人的视角）。

### 航海
在航海时，一艘船的两半被规定为左舷和右舷，这是按照面朝船头的人的视角的相对方位规定的。

### 道路交通
上图中展示的是一条在道路交通法管理下的公路。所有车都在地面上，地面则在车轮下。红车在蓝车的左侧，相对的，蓝车在红车的右侧。蓝车若要往后退，则意味着它将到达黄车的位置。红车往前走代表它将位于绿车的位置。
红车、绿车所在的车道是左车道，而黄车、蓝车在右车道上。

### 河流
左右岸以面對下游區分。

## 相關參見
- 左派和右派
- 道路通行方向